# Samba Gold

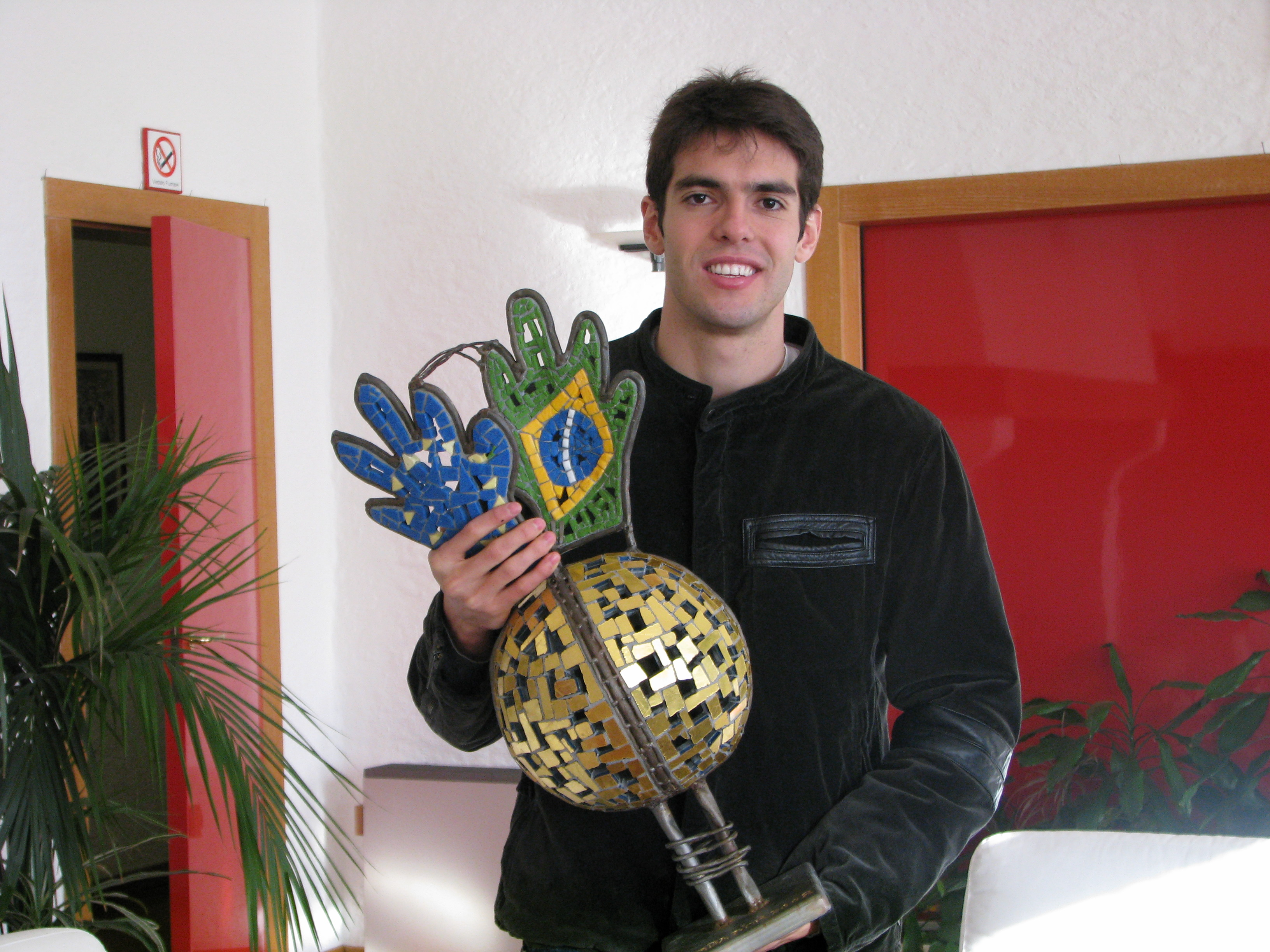
Kaká mit dem Samba Gold für das Jahr 2008

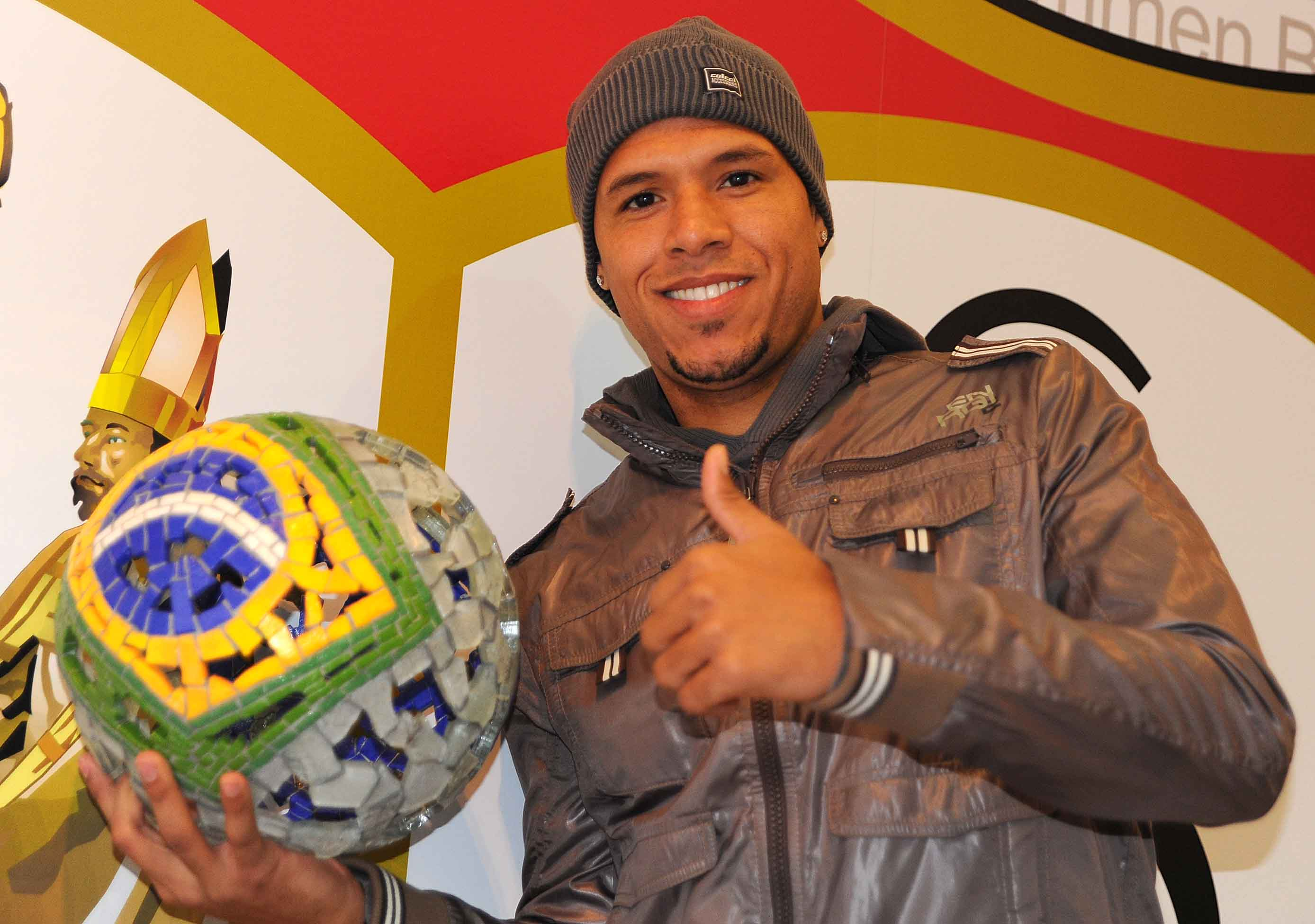
Luís Fabiano mit dem Samba Gold für das Jahr 2009

Der Samba Gold (auch Samba d’Or; „Goldener Samba“) ist eine seit 2008 jährlich vergebene Auszeichnung der Sambafoot association. Mit diesem Preis wird der beste im Ausland spielende brasilianische Fußballer geehrt. Rekordsieger ist Neymar mit fünf Auszeichnungen.
Der Sieger des Samba Gold wird von Fußballfans mit einer Internetwahl, von ehemaligen brasilianischen Fußballstars wie Cafu oder Jorginho und von der Sambafoot association selbst gewählt. Die Sambafoot association ist es auch, die zuerst eine Vorauswahl an 30 wählbaren Spielern trifft, die sich aufgrund ihrer sportlichen Leistungen im jeweiligen Kalenderjahr besonders hervorgetan haben. Bis 2020 waren nur in Europa (im Sinne der UEFA) spielende Fußballer teilnahmeberechtigt. Seit 2021 wird auch eine Auszeichnung für die beste Spielerin vergeben.

## Bisherige Sieger (Männer)
| Jahr | Erster            | Verein              | Zweiter           | Verein                  | Dritter         | Verein               |
| ---- | ----------------- | ------------------- | ----------------- | ----------------------- | --------------- | -------------------- |
| 2008 | Kaká              | AC Mailand          | Robinho           | Manchester City         | Luís Fabiano    | FC Sevilla           |
| 2009 | Luís Fabiano      | FC Sevilla          | Júlio César       | Inter Mailand           | Kaká            | Real Madrid          |
| 2010 | Maicon            | Inter Mailand       | Hernanes          | Lazio Rom               | Thiago Silva    | AC Mailand           |
| 2011 | Thiago Silva      | AC Mailand          | Dani Alves        | FC Barcelona            | Hulk            | FC Porto             |
| 2012 | Thiago Silva      | Paris Saint-Germain | Ramires           | FC Chelsea              | Willian         | Schachtar Donezk     |
| 2013 | Thiago Silva      | Paris Saint-Germain | Dante             | FC Bayern München       | Oscar           | FC Chelsea           |
| 2014 | Neymar            | FC Barcelona        | Miranda           | Atlético Madrid         | Felipe Melo     | Galatasaray Istanbul |
| 2015 | Neymar            | FC Barcelona        | Douglas Costa     | FC Bayern München       | Felipe Melo     | Inter Mailand        |
| 2016 | Philippe Coutinho | FC Liverpool        | Neymar            | FC Barcelona            | Casemiro        | Real Madrid          |
| 2017 | Neymar            | Paris Saint-Germain | Philippe Coutinho | FC Liverpool            | Marcelo         | Real Madrid          |
| 2018 | Roberto Firmino   | FC Liverpool        | Marcelo           | Real Madrid             | Neymar          | Paris Saint-Germain  |
| 2019 | Alisson           | FC Liverpool        | Roberto Firmino   | FC Liverpool            | Thiago Silva    | Paris Saint-Germain  |
| 2020 | Neymar            | Paris Saint-Germain | Bruno Guimarães   | Olympique Lyon          | Casemiro        | Real Madrid          |
| 2021 | Neymar            | Paris Saint-Germain | Vinícius Júnior   | Real Madrid             | Thiago Silva    | Benfica Lissabon     |
| 2022 | Neymar            | Paris Saint-Germain | Lucas Paquetá     | West Ham United         | Bruno Guimarães | Newcastle United     |
| 2023 | Vinícius Júnior   | Real Madrid         | Neymar            | Al-Hilal Saudi Club     | Marquinhos      | Paris Saint-Germain  |
| 2024 | Vinícius Júnior   | Real Madrid         | Pedro             | Flamengo Rio de Janeiro | Rodrygo         | Real Madrid          |

## Bisherige Sieger (Frauen)
| Jahr | Erste           | Verein      | Zweite          | Verein          | Dritte     | Verein      |
| ---- | --------------- | ----------- | --------------- | --------------- | ---------- | ----------- |
| 2021 | Giovana Queiroz | Levante     | Ludmila         | Atlético Madrid | Gabi Nunes | Madrid CFF  |
| 2022 | Debinha         | Courage     | Giovana Queiroz | Arsenal         | Geyse      | Barcelona   |
| 2023 | Tamires         | Corinthians | Bia Zaneratto   | Palmeiras       | Debinha    | Kansas City |
| 2024 | Tamires         | Corinthians | Gabi Portilho   | Corinthians     | Ludmila    | Red Stars   |